# Organe de Zuckerkandl
 (janvier 2012).
Si vous disposez d'ouvrages ou d'articles de référence ou si vous connaissez des sites web de qualité traitant du thème abordé ici, merci de compléter l'article en donnant les références utiles à sa vérifiabilité et en les liant à la section « Notes et références ».

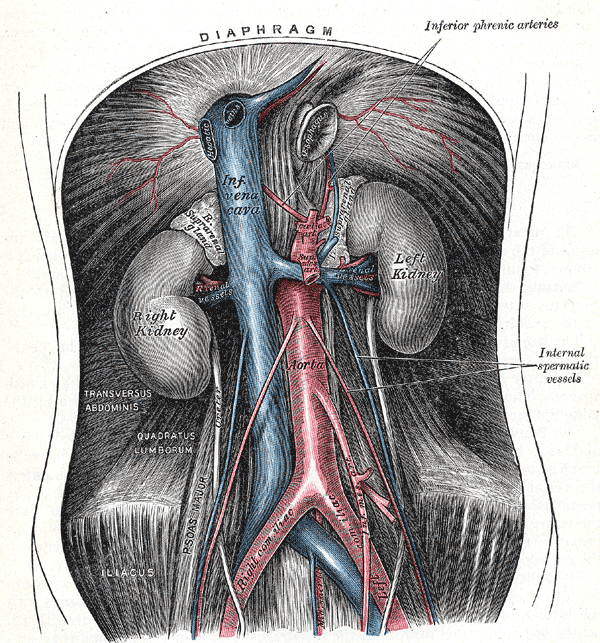
L'aorte abdominale et ses branches

L'organe de Zuckerkandl est un corps fait de cellules chromaffines dérivé de la crête neurale, localisé au niveau de la bifurcation de l'aorte ou à l'origine de l'artère mésentérique inférieure. Il peut être source d'un paragangliome.

## Fonctions
Il a un rôle très important durant le début de la période gestationnelle et ce comme un régulateur homéostatique de la pression artérielle, et en sécrétant les catécholamines dans la circulation fœtale.

## Pathologie
Il peut être la source d'un paragangliome de l’organe de Zuckerkandl (localisation la plus fréquente, et dit paragangliome de Carré, suivie de la vessie, des hiles rénaux, du médiastin postérieur, du péricarde puis du cou). En effet il peut être le siège d'un phéochromocytome extrasurrénalien . 
Les tumeurs extrasurrénaliennes représentent 10 % des phéochromocytomes.
En plus de ses effets endocriniens, il peut aussi causer des pathologies obstructives.

## Éponyme
Ce groupe diffus des fibres sympathiques neuroendocrines a été décrit par Emil Zuckerkandl, professeur d'anatomie à l'université de Vienne en 1901.